# サルヴァトーレ・アッカルド
サルヴァトーレ・アッカルド (Salvatore Accardo, 1941年9月26日 - ) は、イタリアのヴァイオリニスト。近年ではヴィオラ演奏や指揮者も手掛ける。トリノ生まれ。驚異的なテクニックと、明るく澄んだ音色、美しく華麗な歌の魅力により、パガニーニ作品の演奏家として名高い。

## 略歴
幼少の頃より抜群の楽才を示し、ナポリのサン・ピエトロ音楽院でルイージ・ダンブロジオに、シエーナのキジアーナ音楽院でジョルジュ・エネスコの高弟だったイヴォンヌ・アストリュクに師事し、さらにナタン・ミルシテインにも師事する。13歳にしてトリエステで最初の演奏会を開いたという神童であった。
その後、1955年にヴィオッティ国際音楽コンクールで3位入賞。さらに、1956年にジュネーヴ国際音楽コンクール、1957年イタリア放送の各コンクールで優秀な成績を上げ、さらに1958年のパガニーニ国際コンクールにおいて、17歳の若さで第1位を獲得する。「パガニーニの再来」という賛辞を贈られたほどであった。そのパガニーニ国際コンクールにおいて、現在では審査員を務めている。
その後は、マルタ・アルゲリッチと共演するなどソリストとして世界的な活動を行う。1970年代にはイ・ムジチ合奏団のコンサートマスターを務める。パガニーニの演奏はとりわけ評価が高く、1970年代半ばには、シャルル・デュトワと共演して協奏曲全6曲の全集や、譜面が現存するヴァイオリンと管弦楽のための協奏作品、ヴァイオリン独奏曲のほぼ全て（パガニーニ#作品一覧）を録音し、24の奇想曲は少なくとも2回は録音している。録音数は、フィリップス、ドイツ・グラモフォン、EMI、ソニー・クラシカル、フォネ、Dynamic、ワーナーといったレーベルに50点以上ある。また、1989年 製作のイタリア映画「パガニーニ」では、音楽の指揮と演奏を担当している。

## 演奏について
テクニックだけの演奏家ではなく、持ち前の明るく澄んだ音色と美しく華麗な歌の魅力により、ブラームスの協奏曲、メンデルスゾーンの協奏曲、チャイコフスキーの協奏曲でも演奏を残している。クルト・マズアと共演して、マックス・ブルッフのヴァイオリンのための協奏的作品をほぼすべて録音した。
ストラディヴァリウス・ファイアーバード・エクス・サン＝テグジュペリ（1718年製）とストラディヴァリウス・ハルト・エクス・フランチェスカッティ（1721年製）の2種類のストラディヴァリウスとグァルネリ・デル・ジェス（1734年製）を愛用している。